# Estret de Kellett
L'estret de Kellett és un cos d'aigua que es troba a la part central de l'arxipèlag àrtic canadenc als Territoris del Nord-oest, el Canadà. Separa l'illa Eglinton, a l'oest, de l'illa de Melville, a l'est. S'obre a l'estret de McClure, al sud, i a l'estret de Fitzwilliam, al nord. Rep el seu nom en honor de l'explorador Henry Kellett, capità de l'HMS Resolute durant l'expedició d'Edward Belcher.